# 段郢乡
段郢乡，是中华人民共和国安徽省阜阳市阜南县下辖的一个乡镇级行政单位。

## 行政区划
段郢乡下辖以下地区：
太和村、汪寺村、杨桥村、围孜新村、李城村、蒲庄村、财神村、大王村、八里村、马大村、闫楼村、关帝庙村和段郢村。